# Mussaenda pilosissima
Mussaenda pilosissima là một loài thực vật có hoa trong họ Thiến thảo. Loài này được Valeton mô tả khoa học đầu tiên năm 1925.